# Škocjan (Divača)
Škocjan is een plaats in Slovenië en maakt deel uit van de gemeente Divača in de NUTS-3-regio Obalnokraška. De plaats telde 7 inwoners op 1 januari 2020. De plaats is bekend vanwege de grotten van Škocjan, beiden vernoemd naar Sint Cantianius (Kancijan) evenals 22 andere kerken in Slovenië.